# Chalinochromis brichardi
Chalinochromis brichardi is een straalvinnige vissensoort uit de familie van de cichliden (Cichlidae). De wetenschappelijke naam van de soort is voor het eerst geldig gepubliceerd in 1974 door Poll.